# Mălâncrav, Sibiu
Mălâncrav, mai demult Mălăncrav, Mălămcrav, Malencrog (în dialectul săsesc Malemkref, Malemkrox, în germană Malmkrog, Mallenkrag, Halbenkragen, în maghiară Almakerék) este un sat în comuna Laslea din județul Sibiu, Transilvania, România.

## Biserici

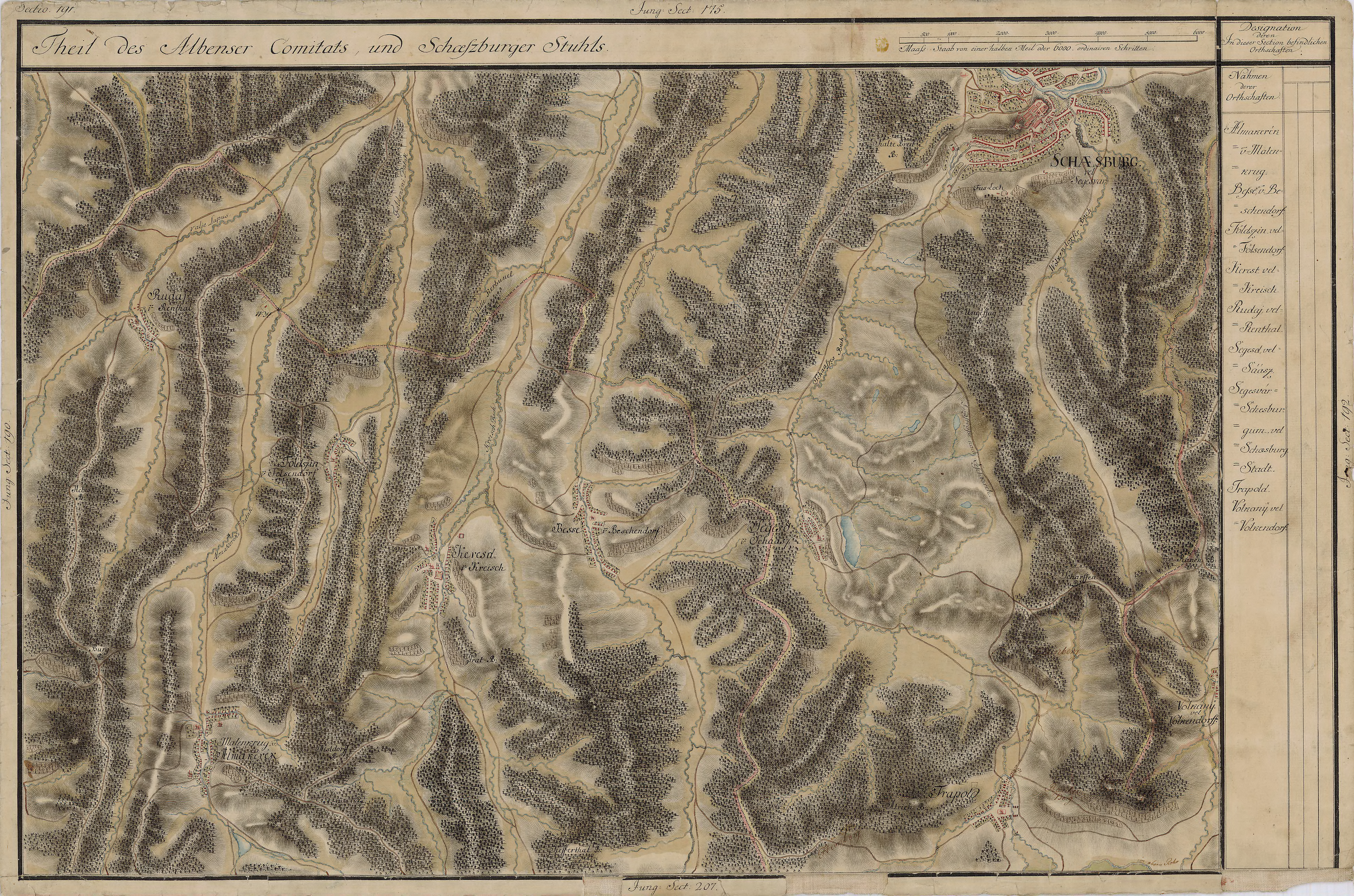
Mălâncrav în Harta Iosefină a Transilvaniei, 1769-1773

Actuala biserică evanghelică este pomenită pentru prima dată în testamentul lui Nikolaus Apafi. Un alt act important pentru istoria bisericii de aici este cel emis în anul 1424 de către Papa Martin al V-lea cu privire la dreptul lui Nikolaus Apafi de a acorda indulgențe în capela Sfântului Sânge.
Istoria acestei biserici fortificate se leagă de numele unei familii din marea nobilime latifundiară transilvăneană, Apafi. Primele acte, din secolul al XIV-lea, care pomenesc existența Mălâncravului, sunt legate de unele diferende asupra proprietății, diferende care vor continua până în secolul al XVIII-lea, când mai multe proprietăți ale familiei Apafi ajung în posesia familiei Bethlen, prin hotărârea Curții de la Viena.
Există în Mălâncrav și o biserică ortodoxă ce datează undeva spre sfârșitul secolului al XVII-lea sau începutul secolului al XVIII-lea situată spre nordul așezării, în partea dreaptă, pe deal, de-a lungul drumului ce urcă spre marginea de sus a satului. A fost ridicată, se pare, în mijlocul unui cimitir mai vechi, ca și astăzi, pe locul unei foste biserici. Unele documente mai vechi ale bisericii s-au pierdut în urmă cu câțiva ani, într-un incendiu.
Astăzi, biserica ortodoxă, în formă de navă, are o pictură realizată în tempera, cu un turn clopotniță, situat deasupra intrării, pe pronaos. Turnul nu este cel original, actualul datând din anul 1969, fiind ridicat în locul celui vechi aflat aproape de prăbușire.

## Pictura
Pictura murală a bisericii din Mălâncrav este cel mai bine păstrat ansamblu de pictură linear-narativă gotică din secolul al XIV-lea. Cea mai mare parte a frescelor se află pe latura nordică a navei principale și au fost realizate în jurul anului 1350.
Altarul de la Mălâncrav este singurul altar poliptic transilvănean păstrat nealterat din perioada catolică.

## Personalități
- Erwin Peter Jikeli (. 1953), istoric și scriitor de limbă germană

## Fortificația
Din incinta care înconjura odinioară biserica nu s-a mai păstrat decât o centură simplă de zid și primele niveluri ale turnului de poartă.

## Galerie

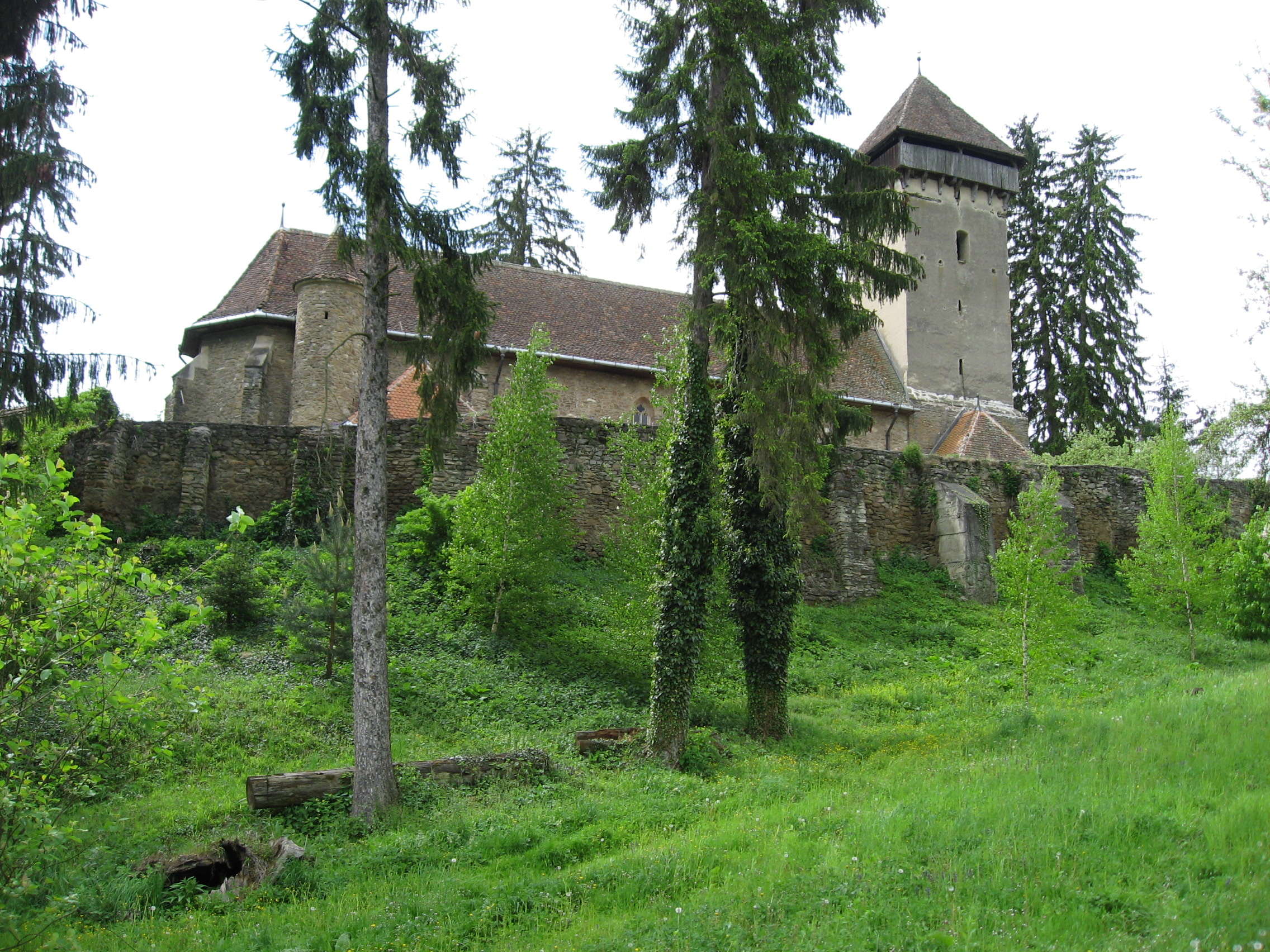
Biserica din Mălâncrav
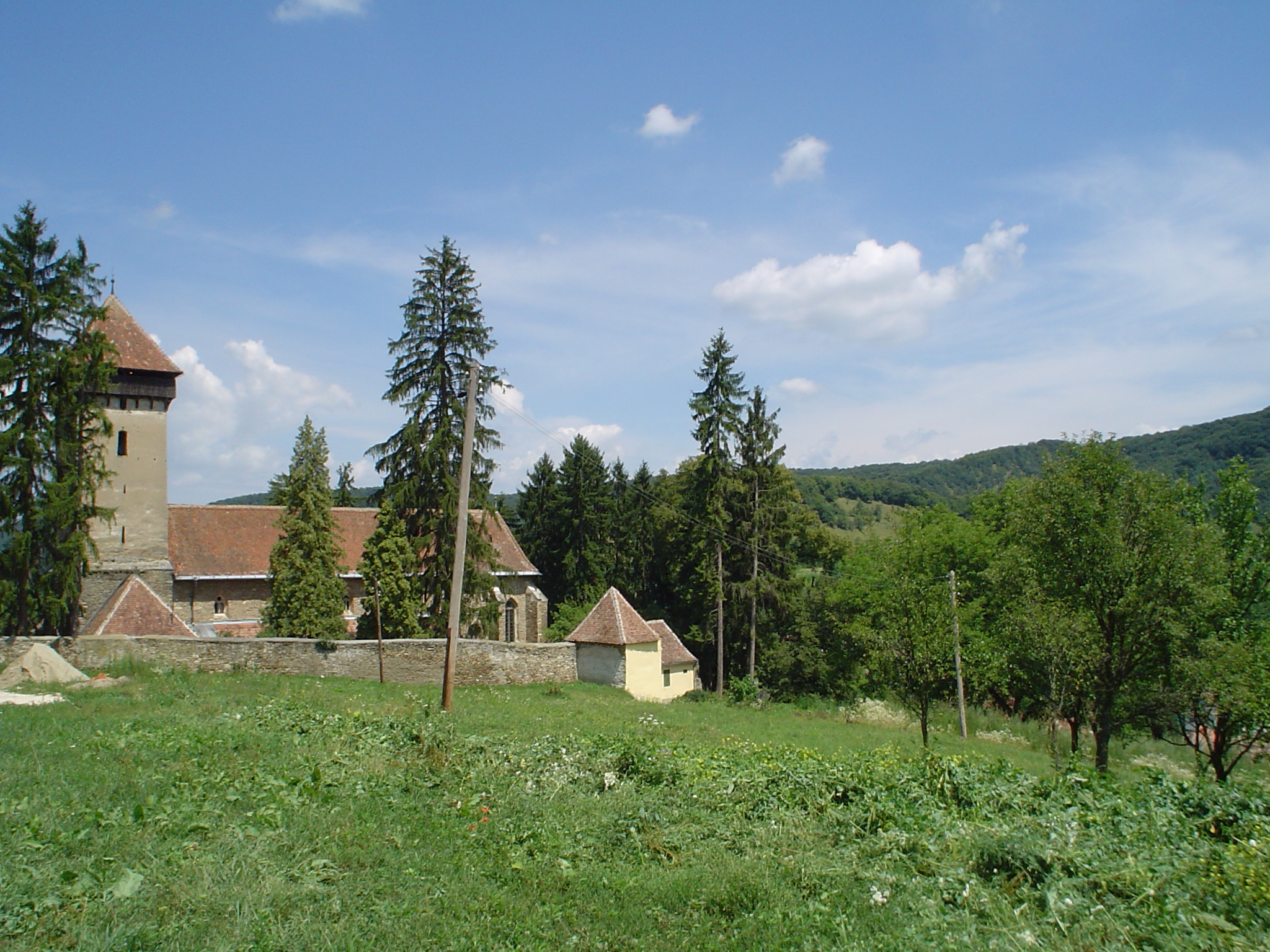
Biserica din Mălâncrav
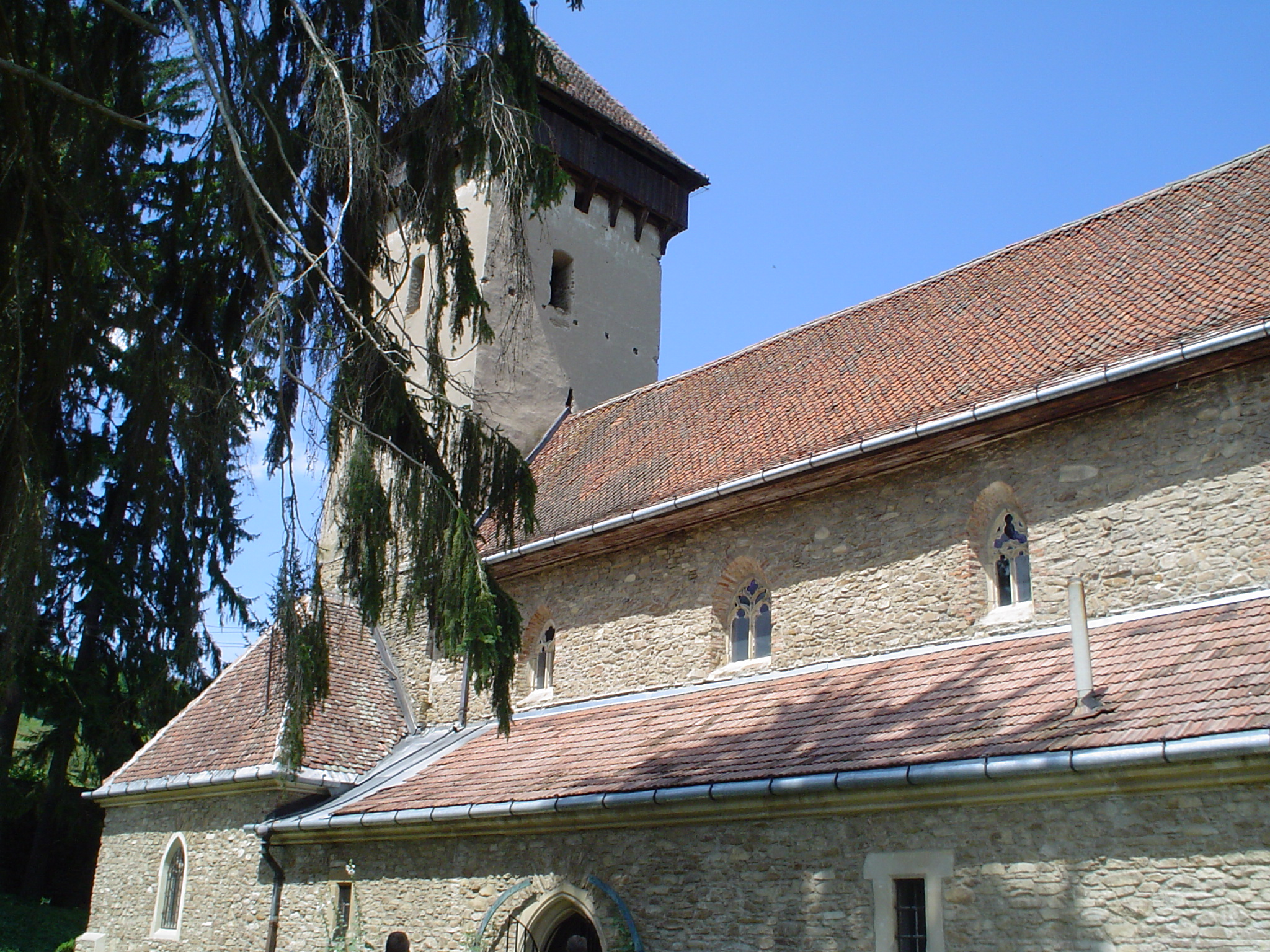
Biserica din Mălâncrav
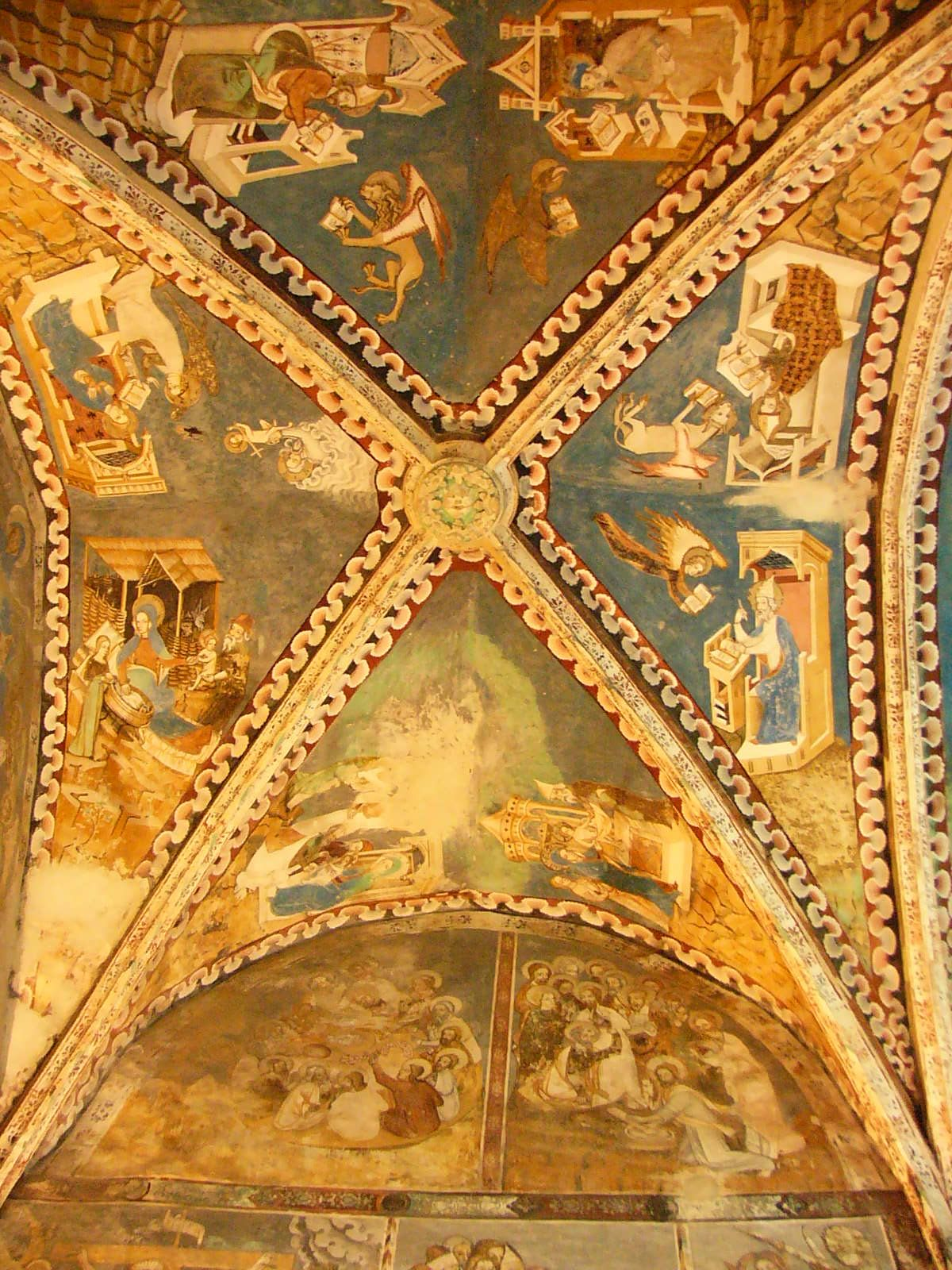
Frescă de la jumatatea sec. al XIV-lea
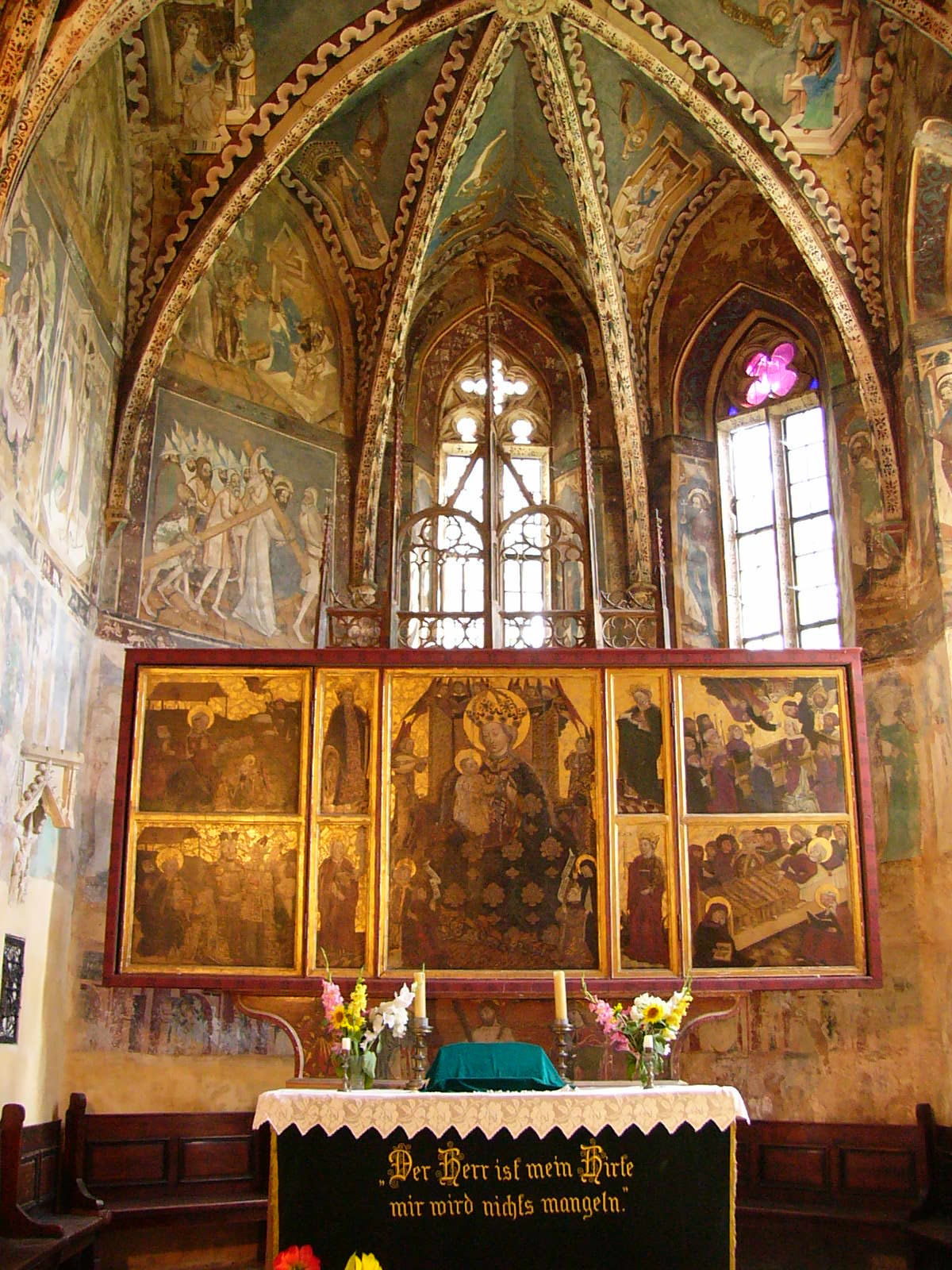
Frescă de la jumatatea sec. al XIV-lea
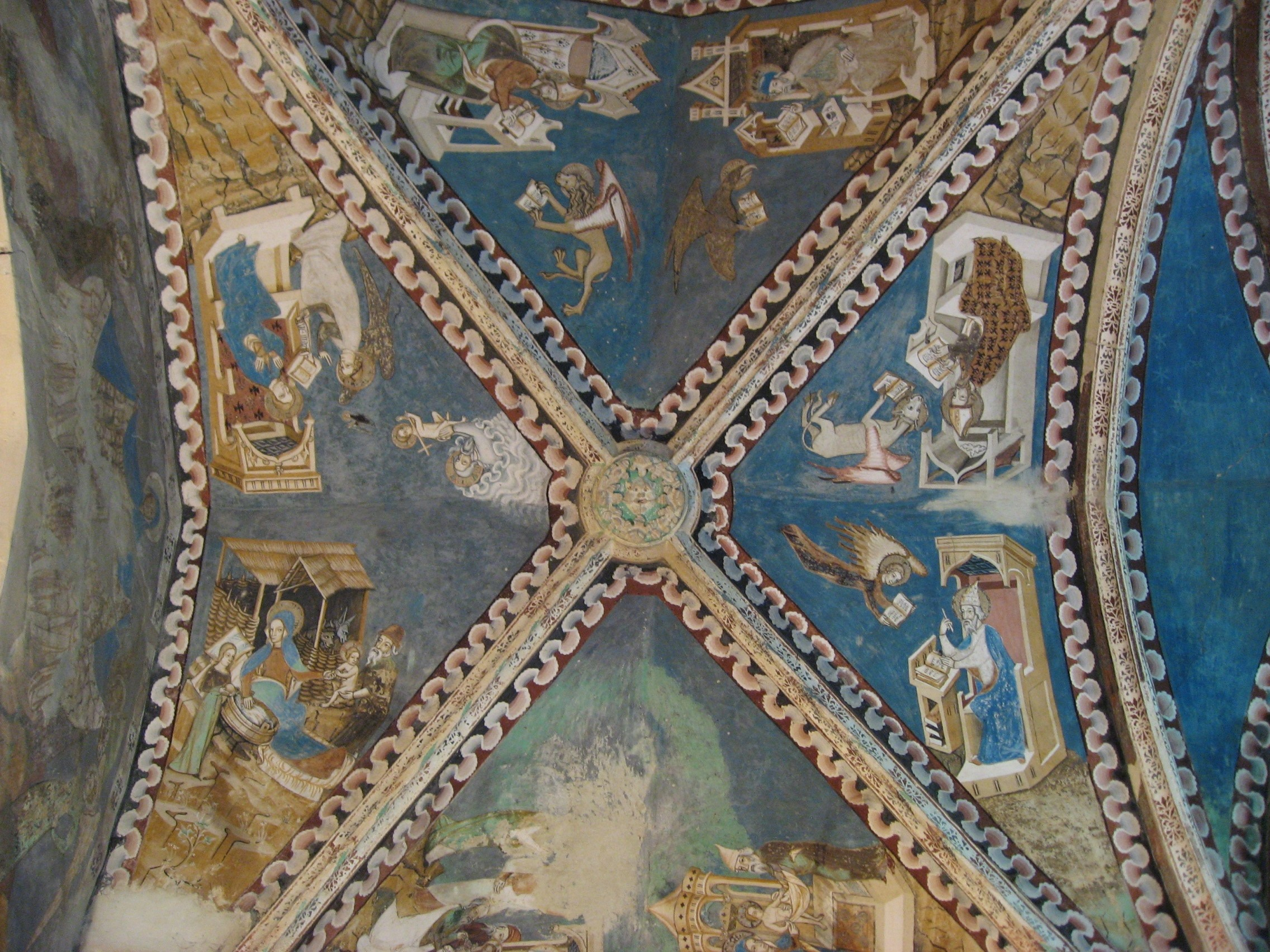
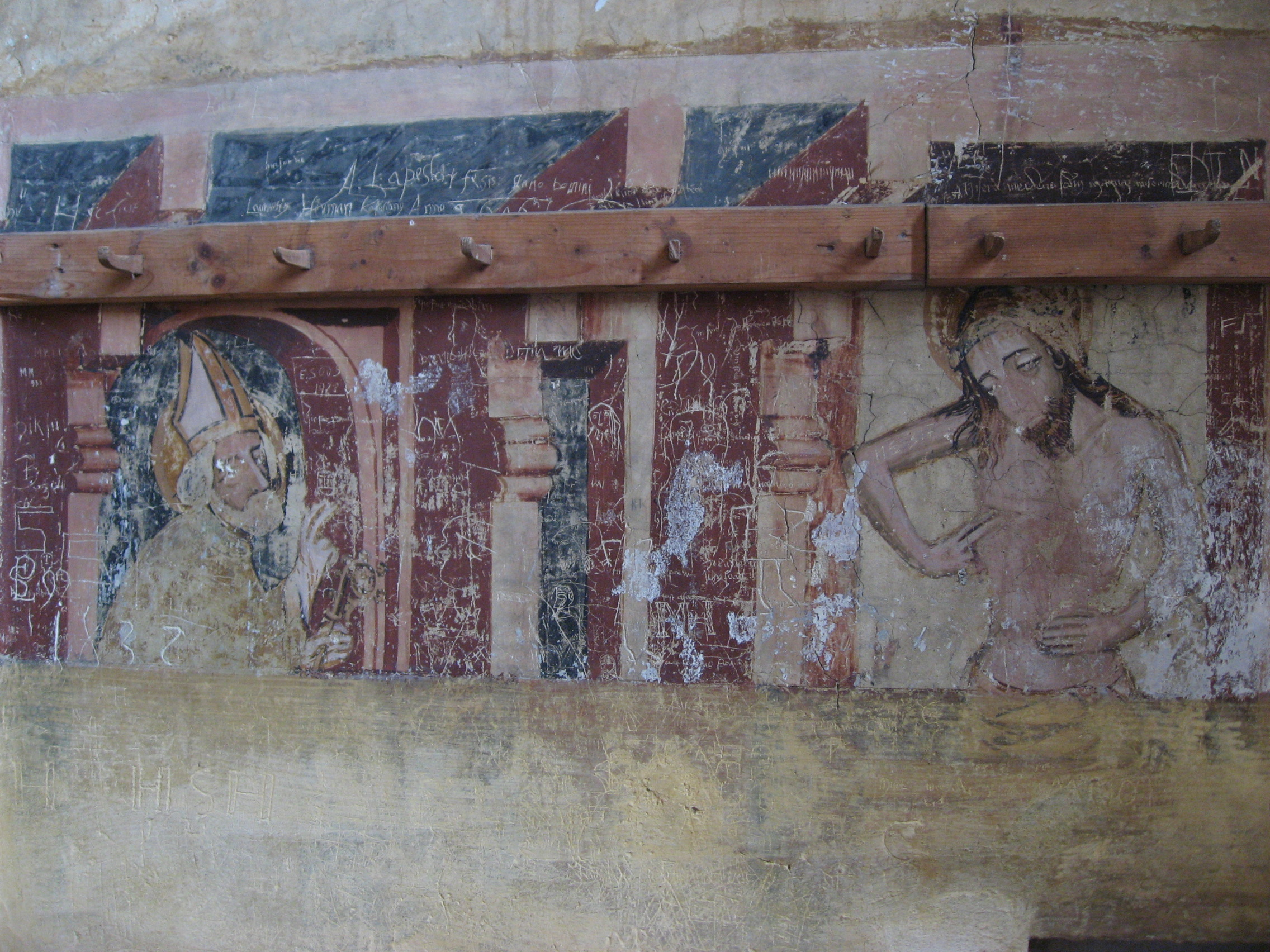
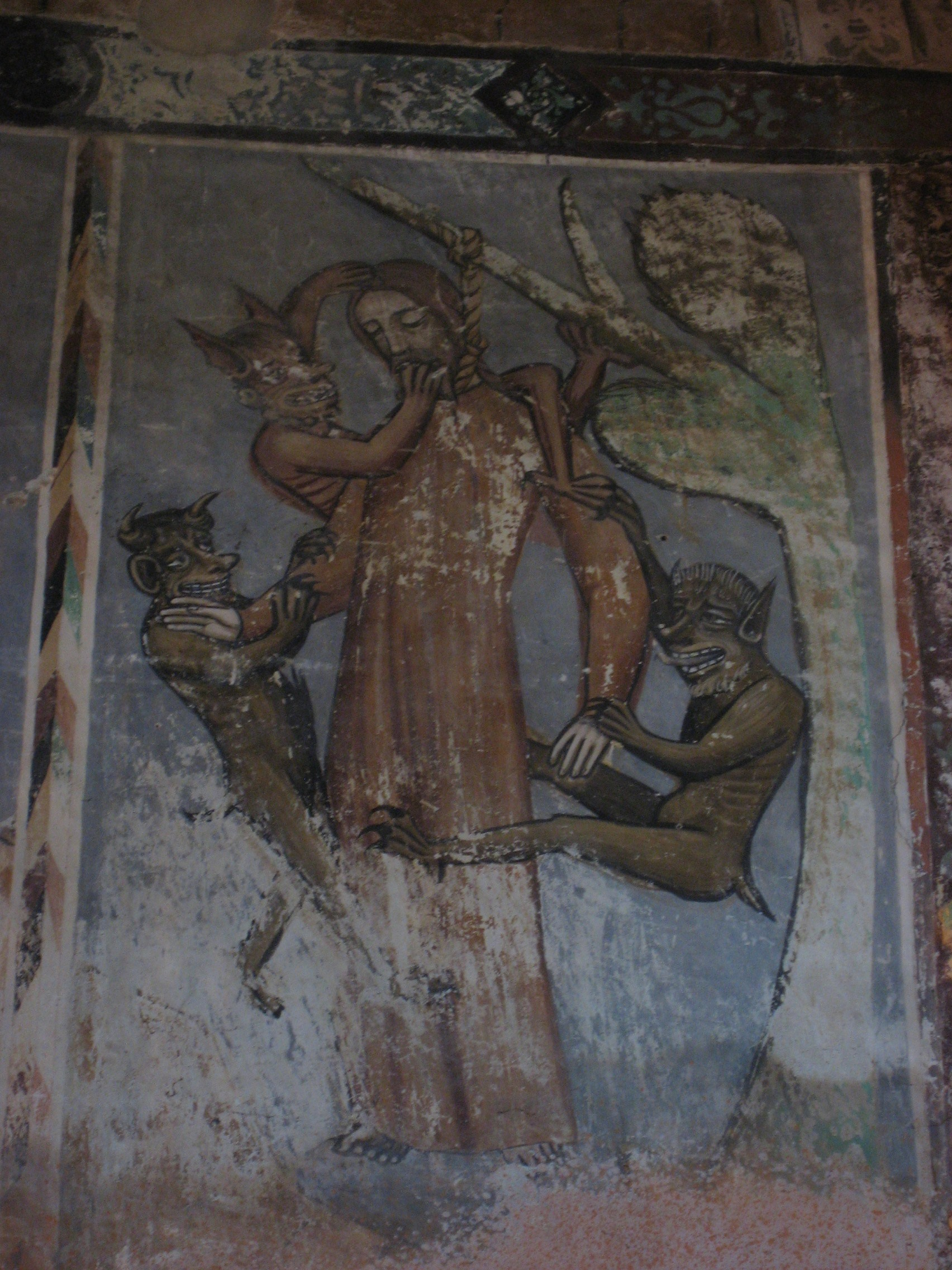
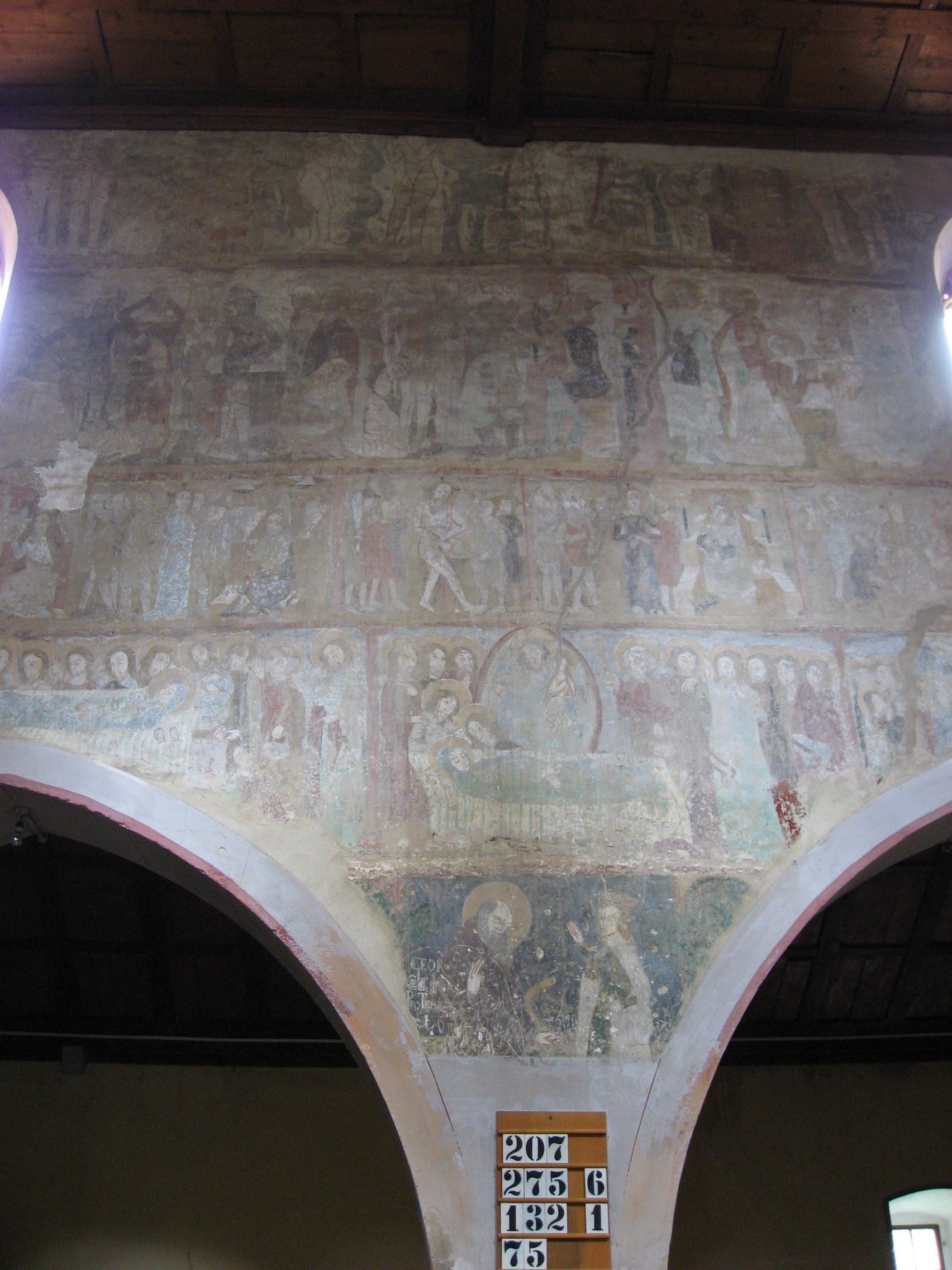
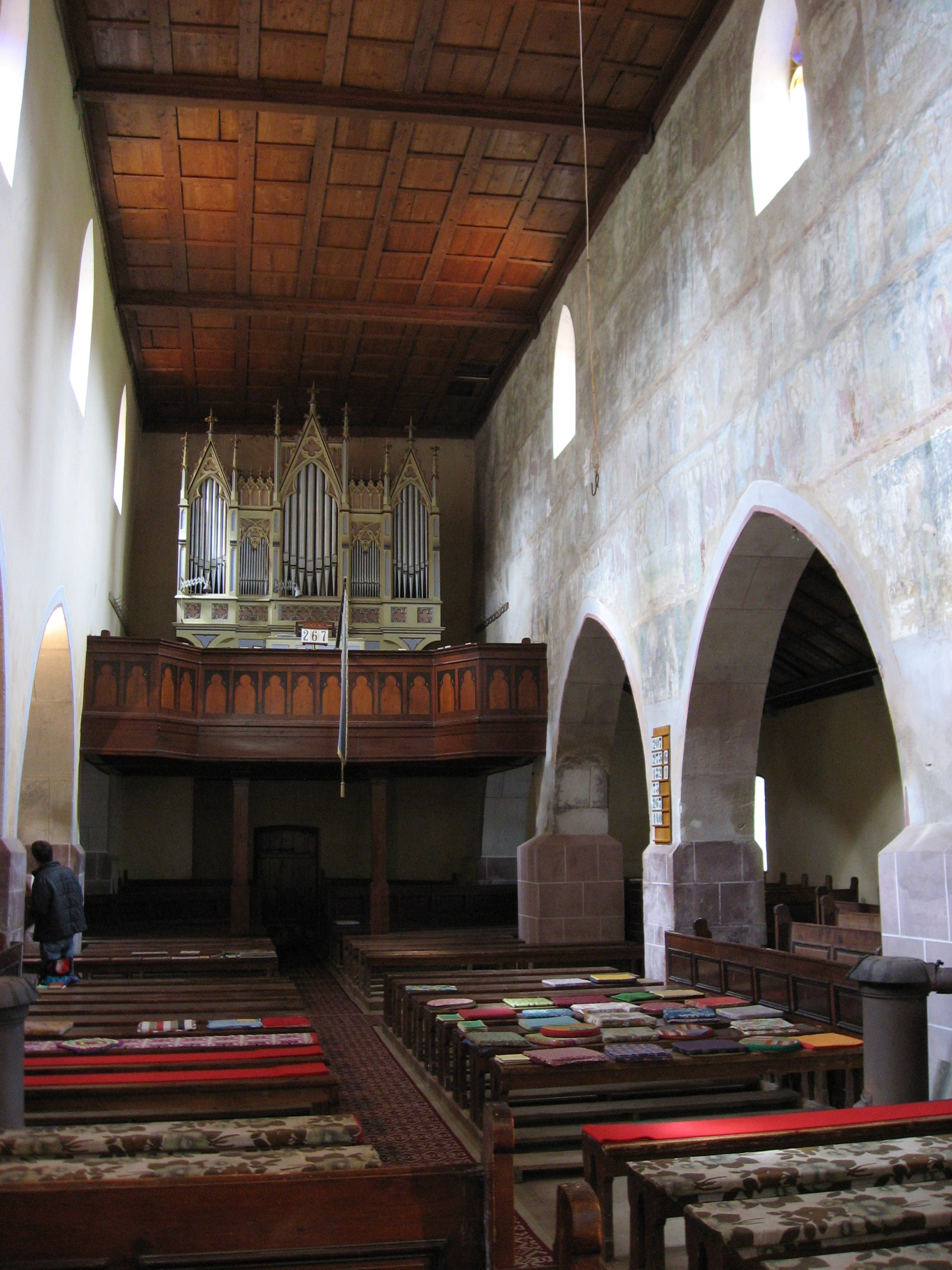
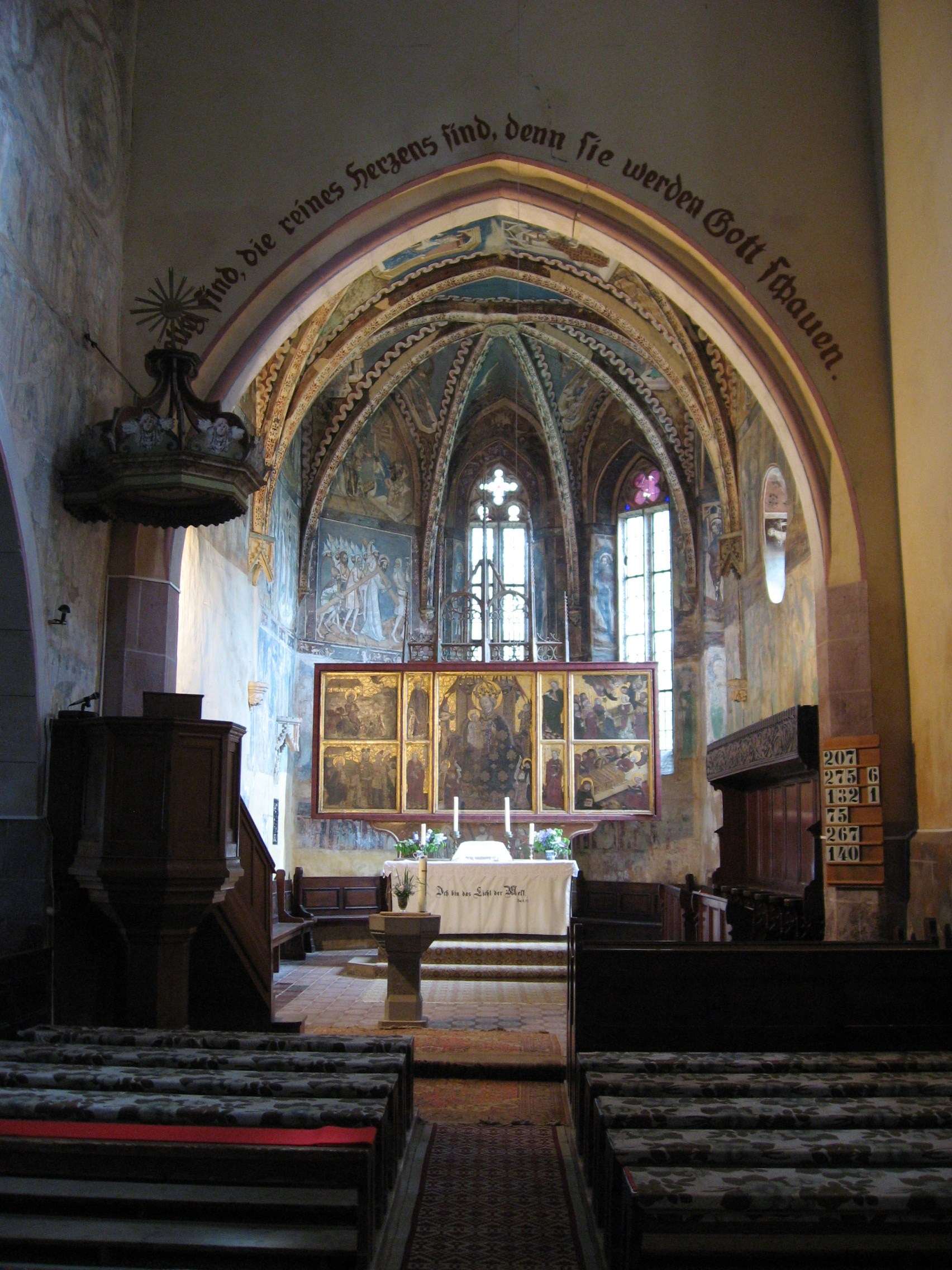